# ميخائيل جاكسون (لاعب كرة قدم أمريكي)
ميخائيل جاكسون (بالإنجليزية: Michael Jackson)‏ (15 يوليو 1957 في الولايات المتحدة - ) هو لاعب كرة قدم أمريكي في مركز ظهير ‏. لعب مع سياتل سيهوكس.

## وصلات خارجية
- مايكل جاكسون على موقع IMDb (الإنجليزية)

- مايكل جاكسون على موقع مرجع كرة القدم المحترفة.كوم (الإنجليزية)